# 千曲市
千曲市（日语：／ Chikuma shi */?）是日本長野縣北部、北信地方千曲川中游的市。人口約6万4千人。
千曲市於2003年（平成15年）9月1日由更埴市、更級郡上山田町和埴科郡戶倉町三市町合併而成。

## 概要
舊戸倉町與舊上山田町以戸倉上山田溫泉聞名全國，該溫泉地是在明治時代就以參拜善光寺後解除齋戒（原文：精進落とし，多用在解除喪禮齋戒）的溫泉之名開始運作的知名溫泉地。
舊更埴市則是被推測為日本古墳時代科野國造所轄之地，並有著包含被認為是科野國豪族墳墓且為東日本最大前方後圓墳的森將軍塚古墳在內的埴科古墳群。

## 地理

### 相鄰的自治體
- 長野市
- 上田市
- 東筑摩郡麻績村、筑北村
- 埴科郡坂城町

## 交通

### 鐵路
境內有信濃鐵道的信濃鐵道線和東日本旅客鐵道的篠之井線通過，北陸新幹線的上田站到長野站間的鐵路也通過千曲市。

#### 篠之井線
（ 羽尾信號場於2008年廢止） - 姨捨站 - 桑之原信號場

#### 信濃鐵道線
戶倉站- 千曲站 - 屋代站 - 屋代高校前站

### 道路
- 長野自動車道

姨捨SA - 更埴IC - 更埴JCT
- 上信越自動車道

屋代BS - 更埴JCT
- 國道18號
- 國道403號（日语：国道403号）
- 長野縣道55號大町麻績IC千曲線（日语：長野県道55号大町麻績インター千曲線）
- 長野縣道77號長野上田線（日语：長野県道77号長野上田線）

## 出身有名人
- 熊木杏里 （創作歌手）
- 齋藤賢 （漫畫家）